# Istituto nazionale per lo studio e la cura dei tumori - fondazione Giovanni Pascale
L'Istituto nazionale per lo studio e la cura dei tumori - fondazione Giovanni Pascale, comunemente detto Ospedale Pascale, è un istituto di ricovero e cura a carattere scientifico (IRCCS) con sede in Napoli.
Prende il nome dal suo fondatore e primo presidente, senatore e medico Giovanni Pascale. L'istituto si occupa in particolare di cure oncologiche, ed è un centro di eccellenza italiano nella cura dei tumori, è infatti anche denominato come Istituto Nazionale Tumori.

## Storia
La Fondazione G. Pascale fu disposta con R.D. n. 2303 il 19 ottobre del 1933. Il 14 marzo del 1934 si diede inizio ai lavori per la costruzione del primo edificio. L'11 aprile 1940 si ebbe il primo riconoscimento di Istituto di ricovero e cura a carattere scientifico (IRCCS), che negli anni successivi ha sempre trovato conferma. Con decreto del Medico Provinciale n. 8984 del 4.5.1963 l'Istituto venne classificato quale "Ospedale Specializzato" di I categoria.
Dal 1936 l'Istituto ha progressivamente ampliato gli spazi e da un originario edificio, attualmente riservato ai Laboratori di Ricerca, si è esteso in quattro fabbricati nei quali sono attualmente ubicati gli uffici amministrativi, i reparti di degenza, i laboratori di ricerca, gli ambienti per le attività ambulatoriali e per il day hospital. Nel 2020 è stato accorpato all'ospedale Ascalesi e al Crom di Mercogliano, divenendo una sede del "Polo Oncologico Mediterraneo".